# Kotrimoxazol
Kotrimoxazol, též ko-trimoxazol nebo zkráceně SXT, TMP-SMX, TMP-SMZ či TMP-sulfa, je chemoterapeutikum složené z trimethoprimu a sulfamethoxazolu v poměru 1 : 5. Používá se pro léčbu různých bakteriálních infekcí. Je k dispozici jako generikum a prodává se například pod značkami Septra, Bactrim nebo Biseptol. Některé zdroje uvádějí, že jde o léčivo baktericidní, jiné o něm hovoří jako o bakteriostatickém.

## Synergické působení
Synergie mezi trimethoprimem a sulfamethoxazolem byla poprvé popsána v rámci série in vitro a in vivo experimentů publikovaných koncem 60. let 20. století. Trimethoprim a sulfamethoxazol mají větší účinek, pokud se podávají společně než při podání každé látky samostatně. Důvodem je, že inhibují odlišné následné kroky v dráze syntézy kyseliny listové.
Není jasné, zda k této synergii dochází při dávkách používaných u lidí, protože při koncentracích zjišťovaných v krvi a tkáních je poměr trimethoprimu k sulfamethoxazolu 1 : 20, tedy méně než je poměr 1 : 5 potřebný k tomu, aby se synergie in vitro projevila.
Sulfamethoxazol působí jako inhibitor (falešný substrát) dihydropteroátsyntetázy. Sulfonamidy jako sulfamethoxazol jsou analogy kyseliny p-aminobenzoové (PABA), a proto jsou kompetitivními inhibitory enzymu, inhibují produkci dihydropteroátu.
Trimethoprim účinkuje interferencí s účinkem bakteriální dihydrofolátreduktázy, čímž inhibuje syntézu tetrahydrofolátu.
Kyselina listová je esenciální prekurzor při de novo syntéze nukleosidů thymidinu a uridinu pro DNA, resp. RNA. Bakterie nejsou schopny zachytávat kyselinu listovou z prostředí (tj. z hostitele), a proto jsou závislé na své vlastní syntéze. Inhibice enzymu připravuje bakterii o dvě báze potřebné pro replikaci a transkripci DNA.

## Klinické indikace
O kotrimoxazolu se tvrdilo, že je při léčbě bakteriálních infekcí účinnější než každá z jeho složek samostatně, bylo to však později zpochybněno. Protože je navíc spojen s vyšším výskytem nežádoucích účinků (včetně alergických reakcí), jeho používání bylo v mnoha státech omezeno na velmi specifické situace, pro které byla prokázána jeho účinnost. Může být účinný u různých infekcí horních a dolních dýchacích cest, ledvin a močových cest, trávicí soustavy, infekcí kůže a ran, při sepsi a jiných infekčních onemocněních způsobených citlivými organismy. Globální problém rozvíjející se rezistence vedl v poslední době k obnově zájmu o použití kotrimoxazolu v mnoha zdravotnických zařízeních.
Mezi specifické indikace patří:

### HIV
Kotrimoxazol nemá žádný účinek proti samotnému HIV, používá se ovšem jako profylaxe proti pneumonii způsobené Pneumocystis carinii u pacientů s oslabenou imunitou. Snižuje také výskyt malárie o 25 %.

### Bakteriální infekce
- infekce způsobené Listeria monocytogenes, Nocardia spp., Stenotrophomonas maltophilia (Zanthomonas maltophilia)
- infekce Staphylococcus saprophyticus v podobě infekce močových cest nebo cystitidy
- melioidóza
- úplavice
- Whippleova nemoc
- cestovatelský průjem

### Prvokové infekce
- izopsoriáza[9]
- profylaxe mozkové toxoplazmózy u pacientů s HIV
- Cyclospora cayetanensis

### Houbové infekce
- léčba a profylaxe pneumonie způsobované Pneumocystis jirovecii (dříve identifikované jako P. carinii, často vídané u pacientů se sníženou imunitou, včetně těch s HIV/AIDS)

## Bezpečnost
Existují určité obavy ohledně používání kotrimoxazolu, jsou ovšem spojovány jak s častými slabými alergickými reakcemi, tak s vážnými nežádoucími účinky, například Stevens-Johnsonovým syndromem, myelosupresí, mydriázou, agranulocytózou a s těžkým poškozením jater (cholestatická hepatóza, hepatitida, nekróza, náhlé selhání jater). Kvůli vytěsňování bilirubinu z albuminu se zvyšuje riziko kernikteru u plodu během posledních 6 týdnů těhotenství. Byly hlášeny také poruchy ledvin až jejich selhání a anurie. Tyto vedlejší účinky se objevují hlavně u starších osob a mohou být smrtelné (Joint Formulary Committee, 2004). Kyseliny listová a folinová byly shledány rovnocenně účinné při redukci nežádoucích účinků kotrimoxazolu. Proto pokud nebudou nalezeny nové důkazy pro to, že by dražší kyselina folinová byla účinnější, zůstává preferovanou metodou léčby podávání kyseliny listové.
V některých zemích se kotrimoxazol přestal používat kvůli svým toxickým účinkům.
Proto současná pravidla Committee on Safety of Medicines (CSM) doporučují omezit použití kotrimoxazolu na tyto případy:
- pneumonie způsobení mikrobem Pneumocystis
- toxoplazmóza a nokardióza
- akutní exacerbace chronické bronchitidy a infekce močových cest, pokud je rozumný důvod pro použití
- akutní zánět středního ucha u dětí, pokud je rozumný důvod pro použití